# Widełki sternalne
Widełki sternalne (łac. furca, l. mn. furcae) – apodema, stanowiąca część endoszkieletu tułowia owadów uskrzydlonych.
Widełki te występują u wyżej rozwiniętych owadów uskrzydlonych, u których powstają przez modyfikację apofiz sternalnych. Apofizy te zlewają się u nasady tworząc Y-kształtny wyrostek, wsparty na środkowym wygięciu (ang. median inflection) sternum.
Szypułka widełek znaczyć może granice między basisternum a sternellum albo część sternum do opatrzona widełkami może być wyraźnie wydzielona w furcasternum lub też nasada widełek może być wydłużona w przód w, ciągnącą się przez całą długość sternum podłużną krawędź. W ostatnim przypadku struktura ta jest z zewnątrz widoczna jako środkowy rowek biegnący przez sternum, a rozróżnienie basisternum od furcasternum lub sternellum jest niemożliwe.
Dystalne końce widełek łączą się z grzebieniam pleuralnymi za pomocą krótkich mięśni.
Widełki sternalne położone w przedtułowiu i wyrastające z przedpiersia to profurca, widełki położone w śródtułowiu i wyrastające z śródpiersia to mesofurca, a te położone w zatułowiu i wyrastające z zapiersia to metafurca.